# White Songs
『White Songs』（ホワイト・ソングス）は、谷村有美のミニ・アルバム。1991年12月12日にSony Recordsから発売された。

## 概要
- 初のベスト・アルバム『with』から僅か20日後の発売。
- 初回生産限定盤でウインター・グリーティングのプリントがされたジュエルケース仕様。
- リリース時期はクリスマス間近であるがクリスマスに限定せず「冬」をテーマにした楽曲収録。
- オリジナル・アルバム、ベスト・アルバムどちらにも未収録のシングル曲「21世紀の恋人」をリミックス・ヴァージョンで収録。

## 収録曲
（全編曲：西脇辰弥）
1. プロローグ〜X'mas Smile [5:27]
（プロローグ）作曲：西脇辰弥
（X'mas Smile）作詞：山崎羽咲、作曲：西脇辰弥
2. サンタをむかえに行く夜 [4:03]
作詞：白峰美津子、作曲：谷村有美
3. 21世紀の恋人（A HAPPY NEW YEAR MIX） [4:16]
作詞：神沢礼江、作曲：柴矢俊彦　
  - シングル・ヴァージョンは、テレビ朝日系アニメ『21エモン』エンディングテーマ
4. あなたのことを思い出した〜エピローグ「おやすみなさい」 [6:47]
（あなたのことを思い出した）作詞：白峰美津子、作曲：谷村有美
（エピローグ「おやすみなさい」）作詞：山崎羽咲　作曲：西脇辰弥